# 季姓
季姓為中文姓氏之一，在《百家姓》中排名第134位。

## 來源
- 吳國貴族季札的後裔，此脈人數最多，稱季氏正宗。

- 楚國先祖季連的後裔。

- 魯國貴族季孫氏後裔。

- 姜齊貴族季氏的後裔。

- 魏國貴族季氏的後裔。

- 禿姓人士所改。

- 蒙古族、白族、土族、東鄉族等少數民族改姓。

## 延伸阅读
[在维基数据编辑]
 《百家姓》
 《欽定古今圖書集成·明倫彙編·氏族典·季姓部》，出自陈梦雷《古今圖書集成》